# امناب
اِمَناب یکی از روستاهای استان آذربایجان شرقی است که در دهستان قوریگل بخش مرکزی شهرستان بستان‌آباد واقع شده‌است.این روستا ۴۳۸ نفر جمعیت دارد.